# Martha Nussbaum
Martha Craven Nussbaum (født 6. maj 1947, New York City) er en amerikansk filosof og nuværende Ernst Freund Distinguished Service Professor of Law and Ethics ved University of Chicago. Nussbaum er særligt interesseret i oldgræsk og romersk filosofi, politisk filosofi, feminisme og etik, herunder også dyrs rettigheder.
Nussbaum har modtaget talrige priser for sit arbejde og er blevet tildelt æresdoktorgrader ved 50 universiteter verden over.

## Liv og karriere
Nussbaum er datter af advokat, George Craven, og indretningsarkitekt, Betty Warren. Nussbaum har beskrevet sit opvækstmiljø som "Østkyst-elite... meget sterilt og i høj grad beskæftiget med penge og status". Hun mener, at hendes aversion over for enhver form for elite - "om det er Bloomsburygruppen eller Derrida" - stammer fra en afvisning af hendes opvækst.
Hun studerede teatervidenskab og klassisk filologi ved New York University, hvor hun fik sin bachelorgrad i 1969. Hun læste sin kandidat ved Harvard University, hvor hun langsomt bevægede sig mod filosofi som sit kerneområde. Her studerede hun under G. E. L. Owen og modtog sin kandidatgrad i 1972 og sin phd i 1975. I denne periode giftede hun sig med Alan Nussbaum, som hun blev skilt fra igen i 1987, og fødte sin datter Rachel. I samme periode konverterede hun til jødedommen. Siden er hendes interesse for jødedommen kun blevet stærkere.
I sin studietid hævder Nussbaum at være blevet mødt med en utrolig grad af diskrimination, herunder sexchikane, og problemer med at få sin datter passet. Da hun som første kvinde fik tildelt the Junior Fellowship ved Harvard, modtog Nussbaum en lykønskning fra en velrenommeret professor i klassisk filologi, der skrev, at fordi "female fellowess" sprogligt set ikke var en køn titel, burde hun kaldes hetære, for i Antikkens Grækenland var disse uddannede kurtisaner de eneste kvinder, der deltog i de filosofiske symposier.
Nussbaum underviste i filosofi og klassisk filologi ved Harvard University i 1970'erne og de tidlige 1980'ere, men blev nægtet fastansættelse i 1982. Nussbaum tog derfor ansættelse ved Brown University, hvor hun underviste frem til midten af 1990'erne. Hendes bog The Fragility of Goodness gjorde hende til en velkendt figur i humanistiske kredse. Hendes nyere værker (deriblandt Frontiers of Justice, 2006) har etableret hende som teoretiker med fokus global retfærdighed.
Nussbaum har udviklet en særlig form for feminisme. Hun trækker på inspiration fra den liberale feminisme, men understreger, at den liberale feminisme har brug for en radikal gentænkning af kønsroller og familiemønstre.
Nussbaum er medlem af American Academy of Arts and Sciences (indvalgt i 1988) og the American Philosophical Society. Hun er grundlægger af og tidligere præsident for the Human Development and Capability Association og tidligere præsident for the american Philosophical Association.